# Hans Fleming

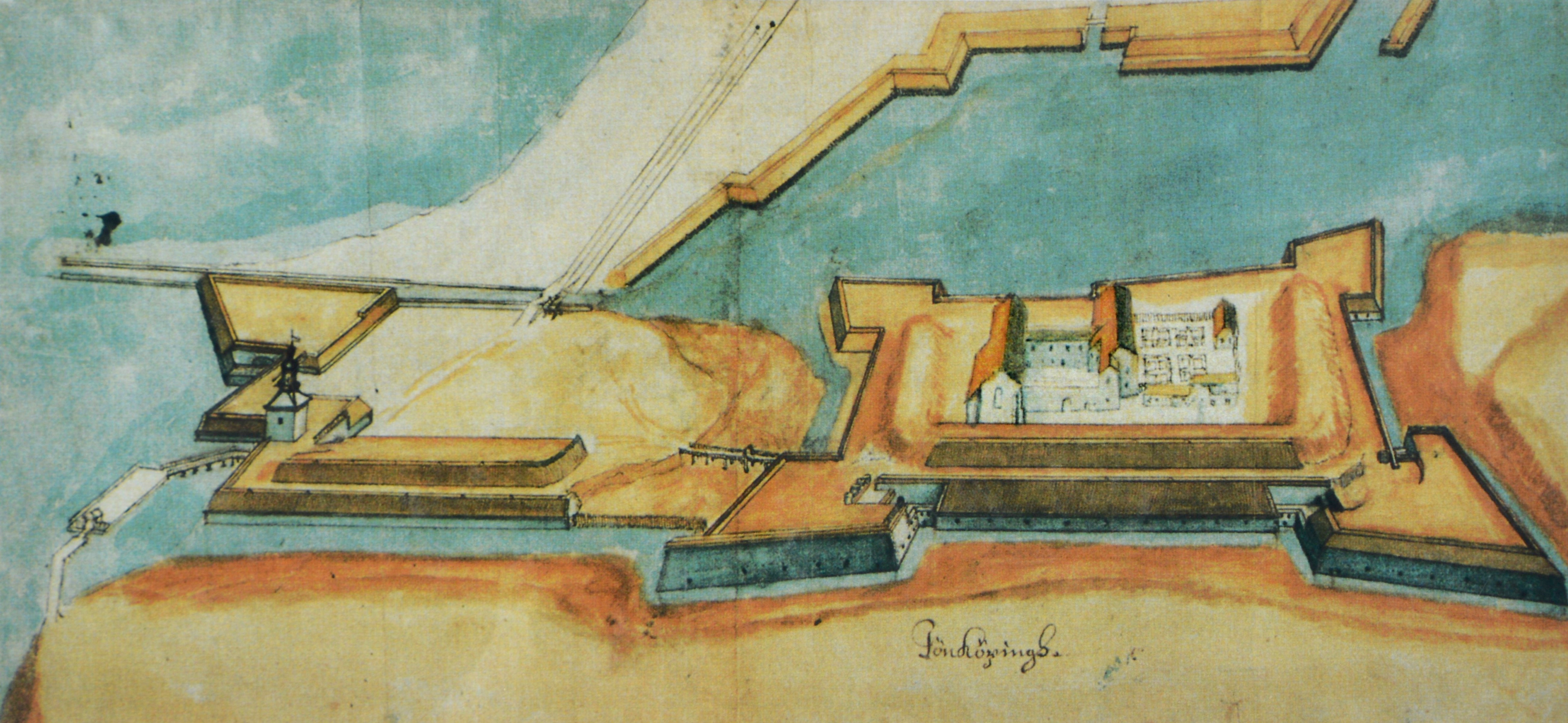
Dessin en perspective du château de Jönköping, réalisé par Hans Fleming en 1617

Hans Fleming (parfois orthographié Hans Fleminck), né à Namur vers 1545 et mort à Kalmar en 1623, est un architecte et sculpteur flamand actif en Suède.

## Biographie
Né à Namur, alors aux Pays-Bas habsbourgeois, Hans Fleming fait son apprentissage à Utrecht et part pour le Mecklembourg en 1563 avec le sculpteur Philipp Brandin. À partir de 1568, il réalise la chaire en pierre de la cathédrale de Lübeck, dont les reliefs sont également attribués à Philipp Brandin, mais ont probablement été réalisés par le Flamand Willem van den Broeck. Entre 1570 et 1572, il crée avec Claus Midow (de) le porche Renaissance de l'hôtel de ville de Lübeck, côté Markt (de).
En 1572, Fleming est convoqué en Suède par le roi Jean III : c'est là qu'il réalisera sa carrière de maître d'œuvre et de sculpteur à partir de cette date, avec une interruption dans le Mecklembourg vers 1596.
Ainsi, il devient l'architecte du château de Vadstena le 11 août 1590, et en 1603 commence également son travail au château de Jönköping (sv). Dès 1603, Fleming est appelé pour décider ce qui doit être construit sur Älvsborg et Gullberg (sv). Au début de l'année suivante, il cartographie une nouvelle ville sur l'île d'Hisingen, pour laquelle il dessine le plan des fortifications.
En 1605, il travaille à Älvsborg, Gullberg (sv), Nylöse (sv) et au Göteborg de Charles IX (sv), nouvellement construit.
En 1613, il réalise un dessin pour la nouvelle ville de Jönköping et, après qu'il a été approuvé par le roi, délimite la ville, en attribue les parcelles et supervise la construction des bâtiments. Le dessin de Fleming pour les fortifications de la ville est approuvé avec quelques modifications, après quoi les travaux commencent. Il prépare également des dessins pour le château de Jönköping et son fort, ainsi qu'un nouveau dessin pour la ville en 1620, qui a ensuite été approuvé. Il assiste également le duc Jean pour la construction de Johannisborg (en) en 1613. En 1617, il reçoit également des commandes pour le château de Kalmar et le château de Borgholm ainsi que le droit d'exploiter une carrière sur l'île d'Öland et d'en exporter les pierres vers l'étranger. Il livre enfin des travaux de sculpture sur pierre pour des escaliers et des portails, notamment pour la forteresse de Vaxholm et Tre Kronor (en) à Stockholm.
Fleming, qu'on appelle déjà Hans l'Ancien (suédois : Hans Gamal) en 1612, meurt en 1623,.

## Œuvre
- Fontaine dans la cour du château de Kalmar (1579-1581)
- Tombe de la reine Catherine Jagellon dans la cathédrale d'Uppsala (1583)
- Norrköpingshus (sv)
- Projet de plans pour le palais de Johannisborg, Norrköping
- Aile de la chancellerie du château de Tre Kronor (en) à Stockholm
- Château de Vadstena

## Sources
- Fleming, Hans. In: Theodor Westrin (Hrsg.) : Nordisk familjebok. 2e édition, tome 8 : Feiss–Fruktmögel. Nordisk familjeboks förlag, Stockholm 1908, p. 570 (en suédois : runeberg.org).
- Johannes Baltzer, Friedrich Bruns : Die Bau- und Kunstdenkmäler der Freien und Hansestadt Lübeck. Herausgegeben von der Baubehörde. tome III : Kirche zu Alt-Lübeck. Dom. Jakobikirche. Ägidienkirche, édité par Bernhard Nöhring, Lübeck 1920, p. 149 (réimpression en 2001 :  (ISBN 3-89557-167-9))
- Grete Grewolls: Wer war wer in Mecklenburg und Vorpommern. Das Personenlexikon, édition Hinstorff, Rostock 2011,  (ISBN 978-3-356-01301-6), p. 2776.